# Hello (canción de Martin Solveig)
«Hello» —literalmente en español: «Hola»— es una canción realizada por el disc jockey y productor francés Martin Solveig tomada de su quinto álbum de estudio Smash (2011). Cuenta con las voces de la banda canadiense Dragonette. La canción se lanzó como el segundo sencillo del álbum el 6 de septiembre de 2010 por Mercury Records.
Es el sencillo más exitoso de Solveig hasta la fecha, alcanzando el número uno en Austria, Bélgica, República Checa y Países Bajos, también ingresó al Top 10 de diez países. Además, alcanzó el número uno en la tabla Hot Dance Club Songs en los Estados Unidos en febrero de 2011. Además la canción estuvo en el número 46 en la Billboard Hot 100 en abril de 2011, convirtiéndose en la primera aparición de Martin Solveig y Dragonette en la tabla. Desde entonces, ha recibido un disco de oro entregado por la Recording Industry Association of America (RIAA) por la venta de 500.000 unidades.
La canción ha aparecido en 90210, The Vampire Diaries, Skins, Gossip Girl., y Tim Hortons de anuncio de la promoción de 2013 'Roll up the Rim to Win' También se utiliza como el tema de introducción a la serie de televisión Cheer! el CMT.
La canción aparece en el juego Dance Central 3. También en la película Let's Be Cops.

## Video musical
Hay dos videos, una versión larga, que es el primer episodio de una serie de videos, y una versión corta, que es un video musical más tradicional.
La versión larga se divide en dos partes. La primera parte incluye los antecedentes de la historia, con la presentación de los personajes como "She" y el director de Martin, "Lafaille". La segunda parte se grabó en Roland Garros, donde Martin Solveig se enfrenta a sus compañeros DJs, Bob Sinclar, en un partido de tenis. Martin se esfuerza por ganar los puntos, y es incapaz de ganar un partido. Con el marcador en 6-0, 6-0, 5-0, Sinclar está a punto de anotar el punto del partido, pero cuando Martin ve a su amor (Flo Lafaye) entrar en la multitud, Solveig decide que él debe ganar para impresionarla. Devuelve el saque, pero la árbitro (Mathilde Johansson) dice que la bola se fue afuera, lo que hace que Sinclair gane el partido. Sin embargo, Novak Djokovic entra en la cancha y convence a la árbitro para anular el punto, después de señalarle la marca en la cancha, lo que demuestra que la pelota fue no claramente punto de Solveig. Sin embargo, Gaël Monfils entra en el estadio y Martin ve que Gaël besa a su amor. Ante esto, Solveig decide rendirse. El video termina con un "continuará" que aparece en la pantalla.
La versión corta está recortada en la segunda parte del video largo, que comienza como Martin Solveig y Bob Sinclar hablando con los jueces. Hay varias diferencias de menor importancia, ya que muchos de los personajes que figuran en la primera parte de la versión larga se presentan de manera diferente (por ejemplo, después de aparecer en la primera parte de la versión larga, el personaje de "She" no tiene una imagen congelada y aparecerá durante el partido de tenis, pero en la versión corta no había aparecido aún), el "continuará" no aparece y el video termina con un fundido a negro.

## Covers de otros cantantes
La canción fue cantado por The Baseballs en su álbum de 2011 Strings 'n' Stripes. The X Factor UK 2011 Finalistas en domingo 16 de octubre de 2011. The Chipettes también cantaron esta canción como iTunes exclusivo bonus track en Alvin and the Chipmunks: Chipwrecked: Music from the Motion Picture del álbum. Una actuación en vivo de la banda de electro pop argentino Miranda! También se registró, y posteriormente incluida en su doble álbum en vivo, "Luna Magistral" (2012).

## Formatos
| - Descarga digital en Francia 1. "Hello" – 4:42 - Versión Francesa (CD) 1. "Hello" (Edición Simple) – 4:42 2. "Hello" (Club Edit) – 5:33 3. "Hello" (Remix de Sidney Samson) – 5:18 4. "Hello" (Bassjackers Remix) – 5:03 5. "Hello" (Remix de Michael Woods) – 7:18 - Versión Alemana (CD) 1. "Hello" (Edición Radio) – 3:11 2. "Hello" (Club Edit) – 5:33 - Descarga digital en Estados Unidos 1. "Hello" – 4:42 - Versión de Estados Unidos (Digital) 1. "Hello" (Remix de Sidney Samson) – 5:18 2. "Hello" (Remix de Bassjackers) – 5:03 3. "Hello" (Remix de Michael Woods) – 7:16 4. "Hello" (Remix de Michael Woods Dub) – 7:18 5. "Hello" (Remix de Dada Life) - 5:33 6. "Hello" (Worldwide Remix) (con Pitbull, Dragonette y Lil Jon) - 4:03 | - Versión del Reino Unido (Digital) 1. "Hello" (Edición de UK) – 2:45 2. "Hello" (Edición Simple) – 4:42 3. "Hello" (Remix de Michael Woods Remix) – 7:18 4. "Hello" (Remix de Michael Woods Dub) – 7:18 5. "Hello" (Remix de Sidney Samson) – 5:18 6. "Hello" (Remix de Bassjackers) – 5:03 7. "Hello" (Remix de Dada Life) – 5:33 - 11 Remixes de Verano 1. "Hello" (Remix de Caveat) - 6:53 2. "Hello" (Remix de Dead Battery) - 5:39 3. "Hello" (Remix de Relanium) - 6:38 4. "Hello" (Remix de Ken Loi) - 6:15 5. "Hello" (Remix de Awiin) - 5:47 6. "Hello" (Remix de MINE) - 6:35 7. "Hello" (Remix de Singularity Remix) - 7:12 8. "Hello" (Remix de Pace) - 4:11 9. "Hello" (Remix de Why Are We Whispering) - 3:04 10. "Hello" (Remix de Jeremy Ebell) - 2:56 |

## Posicionamiento en listas y certificaciones
| Países (2010–2011)                    | Mejor posición |
| ------------------------------------- | -------------- |
| Alemania (Offizielle Deutsche Charts) | 5              |
| Australia (ARIA)                      | 13             |
| Austria (Ö3 Austria Top 40)           | 1              |
| Bélgica (Flandes) (Ultratop 50)       | 1              |
| Bélgica (Valonia) (Ultratop 50)       | 2              |
| Canadá (Canadian Hot 100)             | 8              |
| Dinamarca (Tracklisten)               | 33             |
| Escocia (Scottish Singles Top 40)     | 8              |
| Eslovaquia (Radio Top 100 Chart)      | 3              |
| España (Top 100 Canciones)            | 17             |
| Estados Unidos (Billboard Hot 100)    | 46             |
| Estados Unidos (Hot Dance Club Songs) | 1              |
| Estados Unidos (Mainstream Top 40)    | 19             |
| Europa (European Hot 100)             | 16             |
| Francia (SNEP)                        | 5              |
| Irlanda (IRMA)                        | 6              |
| Hungría (Rádiós Top 40)               | 12             |
| Italia (FIMI)                         | 7              |
| México (Billboard Inglés Airplay)     | 1              |
| Nueva Zelanda (Recorded Music NZ)     | 5              |
| Países Bajos (Dutch Top 40)           | 1              |
| Polonia (Polish Airplay Top 20)       | 4              |
| Reino Unido (UK Singles Chart)        | 13             |
| Reino Unido (UK Dance Chart)          | 2              |
| República Checa (Radio Top 100 Chart) | 1              |
| Rumania (Romanian Top 100)            | 7              |
| Suecia (Sverigetopplistan)            | 31             |
| Suiza (Schweizer Hitparade)           | 10             |

| País           | Lista (2010)                   | Posición | Ref.   |
| -------------- | ------------------------------ | -------- | ------ |
| Italia         | Italian Singles Chart          | 74       | [ 37 ] |
| País           | Lista (2011)                   | Posición | Ref.   |
| Alemania       | German Singles Chart           | 24       | [ 38 ] |
| Australia      | Australian Singles Chart       | 73       | [ 39 ] |
| Austria        | Austrian Singles Chart         | 5        | [ 40 ] |
| Bélgica        | Ultratop flamenca              | 14       | [ 41 ] |
| Bélgica        | Ultratop valona                | 24       | [ 42 ] |
| Canadá         | Canadian Hot 100               | 11       | [ 43 ] |
| Estados Unidos | Billboard Hot Dance Club Songs | 5        | [ 44 ] |
| Polonia        | Polish Dance Singles Chart     | 21       | [ 45 ] |
| Suiza          | Swiss Singles Chart            | 26       | [ 46 ] |

### Certificaciones
| País           | Organismo certificador | Certificación | Simbolización | Ventas  | Ref.   |
| -------------- | ---------------------- | ------------- | ------------- | ------- | ------ |
| Alemania       | BVMI                   | Platino       | ▲             | 300 000 | [ 47 ] |
| Australia      | ARIA                   | 2× Platino    | 2▲            | 140 000 | [ 48 ] |
| Bélgica        | BEA                    | Platino       | ▲             | 30 000  | [ 49 ] |
| Canadá         | Music Canada           | 2× Platino    | 2▲            | 20 000  | [ 50 ] |
| Estados Unidos | RIAA                   | Oro           | ●             | 500 000 | [ 51 ] |
| Italia         | FIMI                   | Platino       | ▲             | 30 000  | [ 52 ] |
| Nueva Zelanda  | RMNZ                   | Oro           | ●             | 7 500   | [ 53 ] |
| Reino Unido    | BPI                    | Plata         | ♦             | 200 000 | [ 54 ] |
| Suiza          | IFPI (Suiza)           | Platino       | ▲             | 30 000  | [ 55 ] |

### Sucesión en listas
| Anterior: «Just the Way You Are» de Bruno Mars              | Dutch Top 40 — número uno 1 de enero de 2011 - 29 de enero de 2011                     | Siguiente: «Rolling in the Deep» de Adele         |
| Anterior: «The Time (Dirty Bit)» de The Black Eyed Peas     | Ultratop 50 flamenca — número uno 1 de enero de 2011 - 21 de enero de 2011             | Siguiente: «Discotex! (Yah!)» de DJ F.R.A.N.K     |
| Anterior: «Take Over Control» de Afrojack con Eva Simons    | Billboard Hot Dance Airplay — número uno 5 al 12 de febrero de 2011                    | Siguiente: «Hold It Against Me» de Britney Spears |
| Anterior: «A Year Without Rain» de Selena Gomez & the Scene | Billboard Hot Dance Club Songs — número uno 26 de febrero de 2011 - 5 de marzo de 2011 | Siguiente: «Better Than Today» de Kylie Minogue   |